# Coleoxestia bettellaorum
Coleoxestia bettellaorum es una especie de escarabajo longicornio del género Coleoxestia, tribu Cerambycini, subfamilia Cerambycinae. Fue descrita científicamente por Galileo & Santos-Silva en 2016.

## Descripción
Mide 18,8-28 milímetros de longitud.

## Distribución
Se distribuye por Bolivia.